# Livádi (Sérifos)
Livádi (en grec moderne : Λιβάδι), est un village sur l'île de Sérifos, dans les Cyclades, en Grèce.
Selon le recensement de 2011, la population du village compte 605 habitants.